# Hylophila cheangii
Hylophila cheangii är en orkidéart som beskrevs av Richard Eric Holttum. Hylophila cheangii ingår i släktet Hylophila och familjen orkidéer. Inga underarter finns listade i Catalogue of Life.